# 분황사
분황사(芬皇寺)는 대한민국 경상북도 경주시 구황동에 있는 사찰이다. 선덕여왕(善德女王) 3년(634년)에 낙성된 이래 불교가 융성했던 신라의 전성기와 함께했던, 1,400년 동안 법등(法燈)을 밝혀 온 유서 깊은 사찰이다. 송고승전(宋高僧傳)에는 왕분사(王芬寺)로 잘못적혀 있다.
대한불교조계종 소속으로 제11교구 본사인 불국사(佛國寺)의 말사로써, 현재의 규모는 약사도량(藥師道場)으로써 약사불(藥師佛)을 모신 보광전(普光殿)과 석탑, 그리고 요사채의 단촐한 규모일 뿐이지만, 신라 불교를 대표하는 고승인 자장(慈藏, 590년 ~ 658년)과 원효(元曉, 617년 ~ 686년) 등이 주석한 곳으로써 창건 당시의 사찰의 위상을 짐작할 수 있다.
바로 옆에는 황룡사지가 있다.

## 전설
통일신라 경덕왕 때, 전설이다. 어떤 여인이 눈이 먼 아이를 위해 분황사 천수관음에게 다음과 같이 기도를 하였다.
"관세음보살님, 천개의 눈을 가지셨으니 저의 아이를 위해 1개의 눈이라도 주시면 안되겠습니까?"
열심히 기도를 하자 아이의 눈이 다시 떠졌다는 전설이다.

## 역사
《삼국사기》(三國史記) 선덕여왕 3년(634년)조에는 이 해, 연호를 인평(仁平)으로 바꾸고, 분황사가 완공되었다고 기록하였다. 분황(芬皇)이라는 사찰의 이름은 '향기로운 임금' 즉 선덕여왕 본인을 가리키며, 굳이 직역할 경우 '여왕(여제)의 사찰'(즉 '여제를 위한 사찰') 정도로 그 이름을 풀이할 수 있다. 《삼국유사》에서도 비슷한 기록을 남기고 있어, 종래의 연구에서는 분황사를 발원한 단월(檀越)은 선덕여왕으로 이해해 왔다.
그런데 《삼국사기》는 선덕여왕 3년인 인평 원년(634년)에 완공(成)되었다고 하였고, 《삼국유사》는 이 해(갑오년)에 처음 지었다(始開)고 하여, 두 기록이 서로 차이를 보이고 있는데, 해당 시점인 634년을 전자가 사찰의 완공 시점으로 기록하였다면 후자는 사찰의 착공 시점으로 기록한 것이라는 점에서 차이를 보인다. 이에 대한 해석으로는 634년이 절의 완공 시기이며 분황사는 이미 그 전, 진평왕(眞平王) 말기에서 선덕여왕 즉위 사이의 기간부터 공사에 착수한 상태였을 것으로 해석되며, 선덕여왕이 분황사의 건립을 발원하고 착공하였다기보다는 선덕여왕 이전, 진평왕의 시대에 이미 분황사의 창건은 시작되었다고 보는 것이 옳다.
2008년 12월 11일 국립경주문화재연구소 주관 발굴 조사 결과 분황사 석탑 남쪽으로 30.65미터 떨어진 지점에서 중문터를 확인되었다. 이 중문은 전체 길이 12.63미터, 정면 3칸에 측면 2칸 규모였다. 또한 분황사는 석탑과 금당, 중문이 모두 남북 일직선에 위치하는 전형적인 평지 가람 형식임이 밝혀졌다. 중문 터 양쪽으로는 동서 방향으로 이어지는 남회랑 터가 확인되었고, 분황사는 2중 회랑을 가진 복랑(複廊) 구조의 절이었다는 것이 밝혀졌다. 분황사의 위치는 앞서 진흥왕 시절에 지어진 황룡사와는 담을 맞대도록 바로 옆에 건축되어 황룡사지와 잇닿아 있다. 바로 서쪽에 선덕여왕 시대에 지어진 것으로 알려진 첨성대(瞻星臺)와 전내물왕릉(傳奈勿王陵)이 바로 서쪽에 있고, 선덕여왕 자신은 사후 분황사 동쪽에 묻혔다.
이후 분황사는 황룡사와 더불어 신라 불교의 중심지가 되었다. 선덕여왕 대에 당에서 귀국해 신라 승려들의 계율을 정한 자장율사가 분황사에서 주석하였고, 원효도 이곳에서 《금강삼매경론》(金剛三昧經論) 등의 저술 활동을 하여 많은 저작을 남겼고, 《화엄경소》(華嚴經疏)를 짓던 중 제40회향품에 이르러 집필을 그만두었다고 한다. 원효가 창시한 해동종은 그가 주로 머물렀던 이곳의 이름을 따서 분황종(芬皇宗)으로 불리며, 원효 자신도 그의 저서에서 자신을 분황원효(芬皇元曉)라고 소개하였다. 원효가 입적하고 나서 아들 설총(薛聰)이 유해로 상을 만들어 이 곳에 봉안했으며, 설총이 나가려 하자 그 나가는 것을 돌아보는 듯 움직였다는 일화가 《삼국유사》에 수록되어 있다. 이 소상은 고려 시대까지 분황사에 남아 있었다고 전한다. 이러한 원효와의 인연으로 고려 숙종은 원효의 행적을 기록한 《화쟁국사비》를 세울 것을 명하기도 했다. 이 화쟁국사비는 이후 실전되고 비석을 받쳤던 비부만 남았는데, 조선 후기의 고증학자이자 금석학자 김정희가 분황사를 방문했을 때 비부에 적은 글이 남아 있다.
발굴 조사 결과 분황사는 모전석탑 하나를 세 채의 금당이 둘러싸고 있는 형태의 1탑 3금당식 가람 배치를 하고 있었다는 것이 확인되었다. 경덕왕(景德王) 14년 을미(775년)에 본피부(本彼部)의 나마(奈末) 강고(強古)가 공장이 되어, 30만 6,700근이라는 양의 구리를 들여 거대한 약사여래상을 조성해 분황사에 안치했다는 기록이 있다. 또, 《삼국유사》에는 한기리의 희명이라는 여자의 딸로 태어난 지 5년 만에 눈이 멀어버린 여자아이가 분황사 좌전(左殿) 북쪽 벽에 그려진 천수대비 앞으로 나아가 향가를 부르며 기도했더니 눈을 뜨게 되었다는 전설이 수록되어 있으며, 신라의 화가 솔거가 그린 관음보살상도 있었다고 전해진다.
신라에서 고려 중기로 이어지는 동안에 지어진 사찰의 많은 당우와 유물은 고려 후기 몽골 제국의 침략, 조선 시대의 임진왜란을 거치며 대부분 사라졌다. 분황사의 금당으로 쓰이는 보광전은 조선 시대에 지어진 것으로, 그 위치는 창건 당시 분황사 중금당(가운데) 부지의 오른쪽 모퉁이에 해당한다.
안산암을 벽돌 모양으로 잘라서 쌓은 모전석탑은 본래 7층 또는 9층으로 건립되었으나, 임진왜란 때 파괴되어 아래 3층만 남아 있다. 우물인 삼룡변어정은 《삼국유사》에 실려 있는 신라 원성왕 때의 호국룡 이야기에서 무대가 되는 곳이다. 이 우물은 외곽 바탕은 사각으로, 우물 외부는 팔각으로, 내부는 원으로 설계되어 철학적인 사상을 담고 있다.

## 사적 지정 사유
분황사는 황룡사지와 더불어 신라왕경의 중심부에 위치하고 있으며, 주변으로는 신라왕경의 중추적인 역할을 담당했던 도시유적을 비롯하여 다수의 문화유적들이 분포하고 있고 분황사에 대한 여러 문헌의 기록과 발굴조사를 통해 드러난 유구와 다수의 유물은 신라시대 왕실가람으로서의 역사적 학술적 가치가 높은 유적이다.

## 문화재
| 종목                        | 명칭                                       | 시대 | 지정일     | 비고 |
| --------------------------- | ------------------------------------------ | ---- | ---------- | ---- |
| 국보 제30호                 | 경주 분황사 모전석탑(慶州 芬皇寺 模塼石塔) | 신라 | 1962.12.20 |      |
| 경상북도 유형문화재 제97호  | 분황사화쟁국사비부(芬皇寺和諍國師碑趺)     |      | 1979.01.25 |      |
| 경상북도 문화재자료 제9호   | 분황사석정(芬皇寺石井)                     |      | 1985.08.05 |      |
| 경상북도 문화재자료 제319호 | 분황사약사여래입상(芬皇寺藥師如來立像)     |      | 1996.05.14 |      |

## 사진

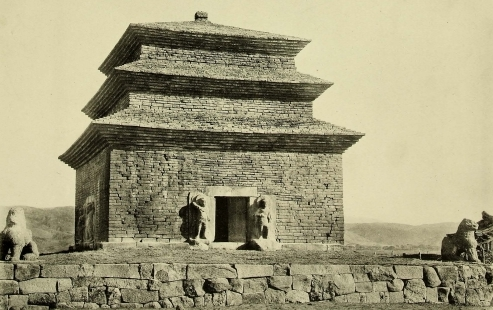
일제 강점기 당시 분황사 석탑
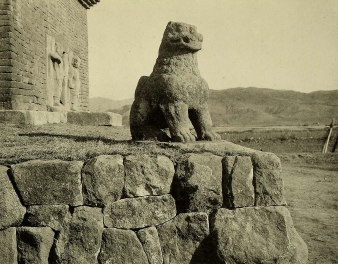
돌사자상
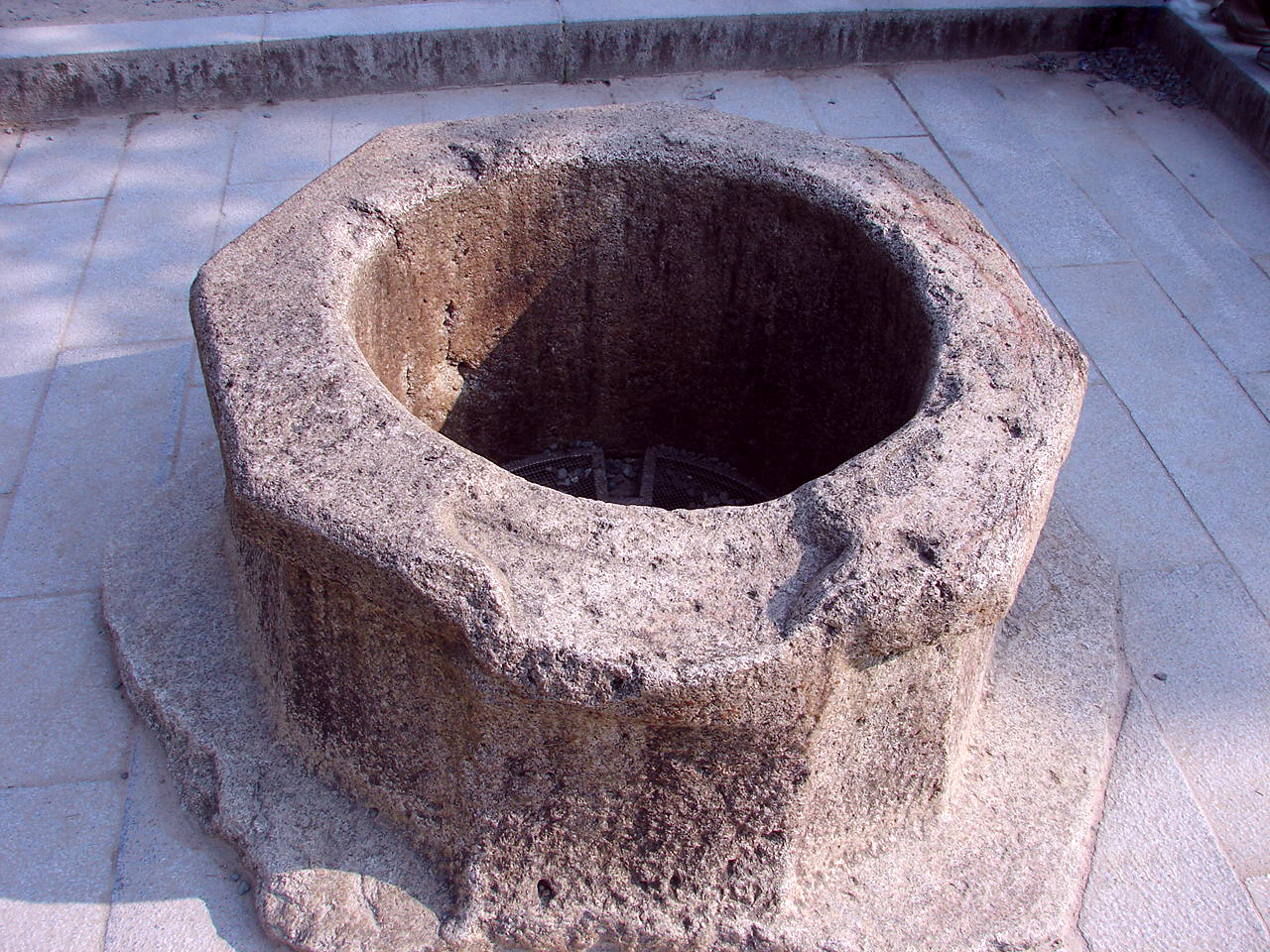
분황사 석정
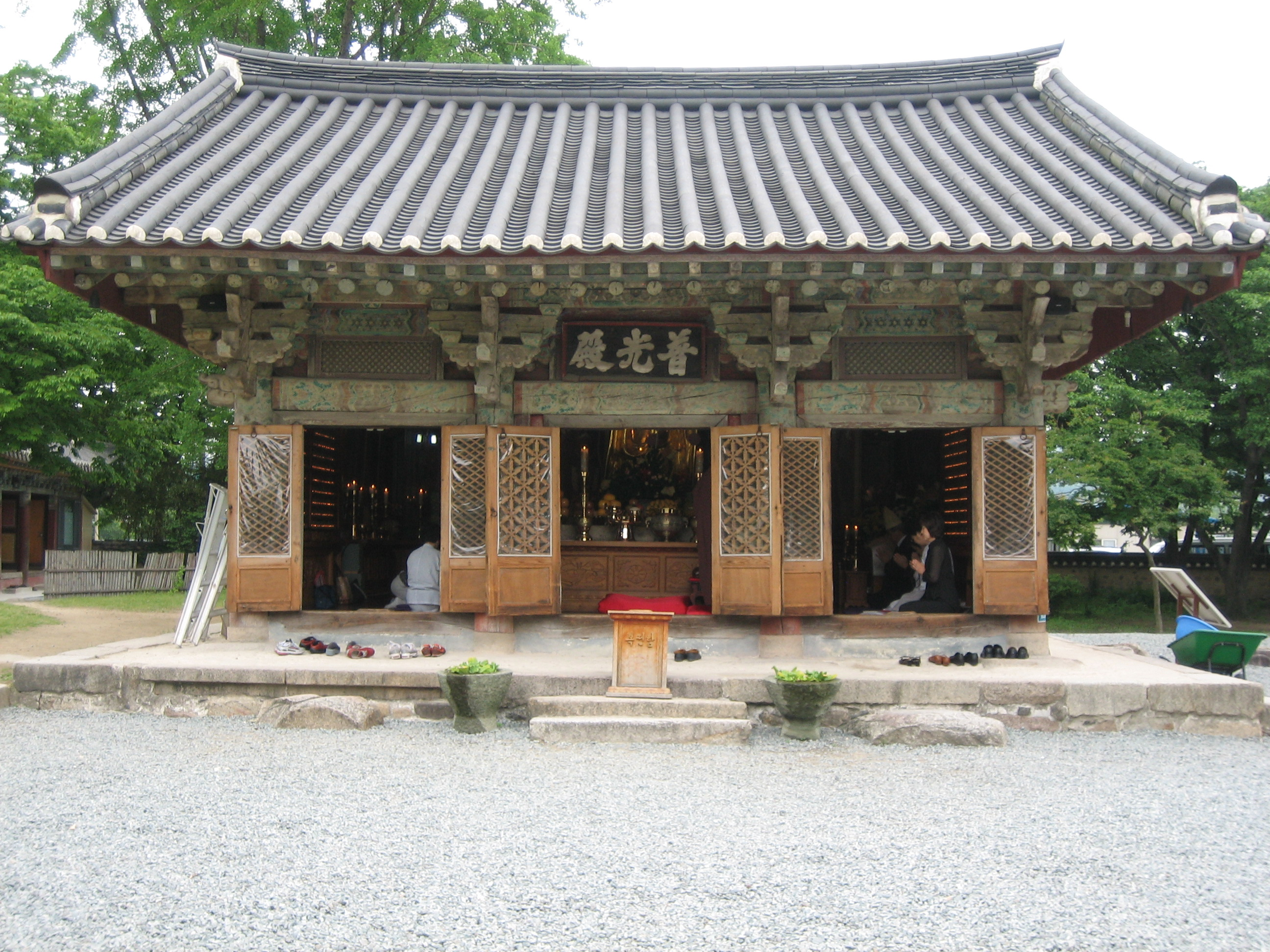
분황사 보광전

## 같이 보기
- 황룡사지
- 도천수대비가